# 張昭鼎
張昭鼎（1934年7月8日—1993年4月24日），出生於屏東，臺灣著名無機化學研究先驅學者。

## 生平
張昭鼎出生於屏東，父親張士昆服務於屏東菸酒公賣局，四歲時父親過世。由母親沈金倉扶養長大，年少時在屏東長老教會受洗成為基督徒。
1950年，16歲張昭鼎甫從屏東中學初中畢業，在台大圖書館半工半讀，並考入建中夜校就讀。因圖書館決定不再僱用初中畢業生，經台大法學院教授戴炎輝轉介在台大教務處做工友。1953年以第一志願考入台大化學系。 1957年考上清大原子科學研究所，兼服國防役，在校期間在新竹中學兼課，兩年後碩士畢業留校擔講師，母親辭世，享年58歲。1960年，獲聯合國國際原子總署獎學金，赴日本東京進修。1963年，獲得德國外交部宏博獎學金赴德國普朗克化學研究所進修，師事范克教授，1966年以「在含鐵隕石中之鋇和鋁」論文獲博士學位。1968年返回清大化學系任教，為台灣無機合成化學研究之先驅，1979年擔任清大化研所所長兼系主任。1982年任中研院原子分子科學研究所籌備處主任。
1991年張昭鼎因感冒誘發氣喘，5月入台大醫院治療三星期。1993年張昭鼎同時被推為台大、清大兩校校長候選人，在名單公佈前夕，4月24日凌晨前往省立新竹醫院（2011年改名台大医院新竹分院）求診，醫師進行插管治療，未幾即宣告死亡。5月11日在台北舉行告別追思禮拜，引葬竹東毘斯佳教會墓園，海內外產、官、學界人士及友人近千人出席，備極哀榮。

## 榮譽
- 1970年獲選第八屆中华民国十大杰出青年，同年获奖者有连战（前中华民国副总统及中国国民党主席）、黄镜峰（前台东县长）及许文富（国立台湾大学农业经济学系名誉教授）。[6][7][8]

- 任《科學月刊》董事長，曾多次榮獲新聞局金鼎獎。

## 纪念
- 張昭鼎紀念基金會[9]
  - 生物科技研习营（年度活动，与台湾医学会联办）[10]
- 張昭鼎無機化學研究生論文獎（中国化学会）[11]
- 張昭鼎紀念講堂（中央研究院原子与分子科学研究所）[12]
- 張昭鼎教授紀念講座（2020年第22届，国立清华大学化学系）[13]
- 張昭鼎紀念音樂會（2020年）[14]
- 張昭鼎紀念研討會（2019年第26届，科学月刊）

## 親友
妻洪麗嫣，子女三人。
兄弟八人，張昭鼎排行第六。五兄張宗鼎曾服務德國；弟弟張隆鼎與李遠哲在台大同寢室為當年聯考丙組的狀元，為醱酵技術之權威；過繼給楊家的小弟楊末雄，是日本化學博士，國立清華大學生科系榮譽退休教授
。
李遠哲曾表示在他台大及清大學習上獲得張昭鼎多次鼓勵及幫助。

## 學生
博士

| - 鍾玉山（1988年毕） - 邁高生技總經理 - 刘如熹（1990年毕） - 2016年台湾大学化学系特聘教授 - 沈祥榮（1990年毕） - 国立清华大学教授、天弘化工股份有限公司研發部經理、康普化工股份有限公司研發部經理、能元科技研發部經理 | - 沈君山（1991年毕，李太楓为共同指导教授） - 中央研究院地球科学研究所兼任副研究员 - 張志成（1991年毕） |

碩士（部分，列出查到近況者）

| - 呂正理（1974年毕） - 台灣卜內門化學公司總經理 - 卜內門化學中國公司董事總經理 - 何國榮（1980年毕） - 2016年台湾大学化学系名譽教授 | - 謝政毓（1988年毕）、李傳宏（1988年毕）、陳殿豪（1990年毕） - 教育部補助大學社會責任實踐計畫第一期(107-108年)計畫成果報告書咨询委员 - 侯政成（1989年毕） - 美商3M醫療產品資深工程師、長興化工東京助在所業務代表、中美和行銷部石油化工市場分析師、聯合投信投資部資深研究員 - 許瑤真（1990年毕） - 國家同步輻射研究中心主任秘書/研究員（2019—迄今） - 國立成功大學光電科學與工程學系合聘教授（2019—迄今） |

- 劉世鈞(1980年畢業)六氟化鈾之氧化力及其催化特性之研究https://ndltd.ncl.edu.tw/cgi-bin/gs32/gsweb.cgi/login?o=dnclcdr&s=id=%22069NTHU4065039%22.&searchmode=basic台湾硕博士论文知识加值系统，國立臺南大學綠色能源學系教授。

## 专利
- 中華民國專利獲得：[42]
  - 张昭鼎、刘如熹《簡易製作釔、鋇、銅氧化合物高溫超導體均勻粉末的方法》专利期：1989/12/21~2008/8/22
  - 王望南、張昭鼎、劉如熹《製作高溫超導體均勻粉末的方法》专利期：1991/9/21~2010/9/30
  - 張昭鼎、劉如熹、謝政毓《一種用以製造鉍鉛鍶鈣銅氧化物高溫超導體粉末之方法》专利期：1992/6/11~2010/6/14

- 美国专利获得：[42]
  - C. T. Chang and R. S. Liu, “Coprecipitation Method for Producing SuperconductingOxides of High Homogeneity”, US Patent no. 4,895,832, Filed date: Nov. 3, 1988, Date of patent: Jan. 23, 1990.
  - R. S. Liu, W. N. Wang and C. T. Chang, “Citrate/ethylenediamine Gel Method forForming High Temperature Superconductors”, US Patent no. 5,066,636, Filed date:Aug. 15, 1990, Date of patent: Nov. 19, 1991.
  - C. T. Chang, C. Y. Shei and R. S. Liu, “Precipitation Process for FormingBi-Pb-Sr-Ca-Cu-O Superconductors by Dissolving Nitrate Salts in Acid and Addinga Solution of Triethylamine and Oxalic Acid”, US Patent no. 5,147,848, Fileddate: Jun. 11, 1990, Date of patent: Sep. 15, 1992.

## 论文
- 陈殿豪；沈祥荣；谢政毓；洪为民；张昭鼎《JOURNAL OF THE CHINESE CHEMICAL SOCIETY》1992 (2),137-142<在8-羟基喹啉-二乙胺介质中制备超导物质YBa2Cu3O3和(Bi, Pb)2(Sr,Ca)4Cu3Oy时金属离子的沉淀行为>[43]

## 相關傳記
- 《李遠哲最敬愛的朋友：張昭鼎的一生》，林銘亮，前衛出版社，2014年11月20日， ISBN 9789578017566